# Dorocia Jama
Dorocia Jama – jaskinia osuwiskowa w Bieszczadach, na południowo-wschodnim zboczu góry Jamy (822 m n.p.m.), koło Dołżycy (gmina Cisna). Miała 20 m długości. Została odkryta w 2010 r. przez członków Speleoklubu Beskidzkiego: T. Mleczka i B. Szatkowskiego. Podczas wizyty T. Mleczka na zboczu Jam w październiku 2014 r. okazało się, że jaskinia uległa zawaleniu.